# Akkordlohn
Der Akkordlohn (oder das Akkordentgelt) ist eine Form eines Arbeitsentgelts, dessen Höhe nicht nach der aufgewendeten Arbeitszeit, sondern nach dem erzielten Arbeitsergebnis bemessen wird. Das Gegenteil ist der Zeitlohn, der nach der Arbeitszeit und ohne Rücksicht auf das erzielte Arbeitsergebnis bemessen wird.

## Allgemeines
Der Akkordlohn bzw. das Akkordentgelt wird für Akkordarbeit gezahlt, die überwiegend als Handarbeit ausgeführt wird. Um Akkordarbeit  handelt es sich, wenn sich das Arbeitsentgelt nach dem erzielten Arbeitsergebnis richtet und unabhängig von der dafür benötigten Arbeitszeit für das erzielte Arbeitsvolumen als Leistungsentgelt vergütet wird. Deshalb liegt das Risiko der Minderleistung beim Arbeitnehmer. Jugendliche dürfen gemäß § 23 Abs. 1 JArbSchG nicht zur Akkordarbeit herangezogen werden, ebenso wenig schwangere Frauen (§ 11 Abs. 6 MuSchG) und stillende Mütter (§ 12 Abs. 5 MuSchG). In der Metallbranche in Deutschland liegt die Altersgrenze für Beschäftigte in Akkordarbeit bei 54 Jahren.

## Betriebswirtschaftliche Aspekte
Die REFA definiert den Akkordlohn als 

„ein Entlohnungsgrundsatz, bei dem der Lohn in der Regel anforderungs- und leistungsabhängig differenziert wird. Als Leistungskennzahl wird die vom Menschen beeinflußbare Mengenleistung beziehungsweise der daraus abgeleitete Zeitgrad benutzt. Der Zeitgrad ist auf eine bestimmte Bezugsleistung bezogen.“

Im Wesentlichen wird zwischen Zeit- und Geldakkord unterschieden, wobei der Zeitakkord die gebräuchlichere Form ist. Seine Grundlage ist eine Vorgabezeit je Auftrag oder je Mengeneinheit (Zeit je Einheit). Der Akkord ist in der Regel als Akkordzuschlag gestaltet, der einem anforderungsgerechten Grundentgelt zugeschlagen wird. Aus dem Grundentgelt und dem Akkordzuschlag wird der so genannte Akkordrichtsatz ermittelt.
Beim Geldakkord gibt es das Grundentgelt nicht. Das Entgelt wird vollständig über die Menge erzielt. Also: Doppelte Menge führt auch zu doppeltem Entgelt. Im Bergbau wird dieser Akkord als Gedinge bezeichnet.
Der Akkord ist an spezifische Voraussetzungen gebunden:
- Arbeitsbedingungen und Arbeitsablauf müssen vorherbestimmbar sein. Es sind menschengerechte Arbeitsgestaltung mit wiederholten Arbeitsabläufen, für Akkordarbeit geeignete Arbeitspersonen, hinreichend ausgestaltete Arbeitssysteme und Organisationsstrukturen, die keine wesentlichen Störungen im Arbeitsfluss zulassen, erforderlich.
- Die Vorgabezeiten müssen reproduzierbar sein. Sie müssen Mindestanforderungen der Reproduzierbarkeit und statistischen Zuverlässigkeit erfüllen (siehe Zeitstudie).
- Die Mengenleistung muss für die Arbeitskraft beeinflussbar sein. Wenn wesentliche Anteile des Arbeitstakts durch externe Einflüsse vorherbestimmt sind (beispielsweise der Takt einer Maschine), dann ist die Arbeit nicht akkordfähig.[6]

## Akkordlohn bzw. Akkordentgelt und Tarifverträge
Der Entgeltgrundsatz Akkordlohn bzw. Akkordentgelt ist in den Rahmen-Tarifverträgen der jeweiligen Branchen geregelt, so z. B. im jeweiligen regionalen Entgelt-Rahmentarifvertrag der Metall- und Elektroindustrie. Teilweise wird heute der Begriff Kennzahlenvergleich verwendet. Dort sind detaillierte Regelungen vereinbart und zusätzlich die Möglichkeit geregelt, dass Betriebsrat und Unternehmen in einer Betriebsvereinbarung weitere Details regeln können. Der Akkordlohn bzw. das Akkordentgelt ist in der Metall- und Elektroindustrie auf dem Rückzug. Im Rahmen des Leistungsentgeltes werden heute eher Entgeltmethoden wie Prämienentgelt, Standardentgelt bzw. Zielentgelt angewendet.

## Vorteile
Die Vorteile der Akkordarbeit sind:
- Wegen des einfachen Zusammenhangs zwischen Arbeitsleistung und Entgelt wird ein starker Leistungsanreiz gesehen.
- Mit der Ermittlung der Vorgabezeit ist eine möglichst optimale Gestaltung des Arbeitsablaufs verbunden.
- Die Vorgabezeiten können auch zur Kalkulation und Produktionsplanung genutzt werden.
- Die Arbeitsintensität kann durch das Arbeitstempo verändert werden.
- Der Arbeitnehmer kann die Höhe seines Arbeitsentgelts teilweise selbst bestimmen.

## Nachteile
Die folgenden wesentlichen Nachteile sind der Grund für den weitgehenden Rückzug des Akkordes aus der Praxis in der Vergangenheit:
- Um eine Arbeitsüberlastung des Personals zu verhindern, werden Akkorde oft gekappt. Das verhindert jedoch die weitere Leistungsentwicklung.
- Es sind umfangreiche Vorarbeiten zur Ermittlung der Vorgabezeiten notwendig. Deren Verwendung für die Entgeltfindung sorgt für beständige Unruhe und Diskussion im Betrieb.
- Es besteht die Gefahr, dass Mengenleistung zu Lasten der Produktqualität erbracht wird.
- Bei Abwesenheit erhält der Mitarbeiter als Entgelt den Durchschnitt seines Akkordes. Um diesen nicht zu gefährden, wird er auch bei geringen Erkrankungen zu Hause bleiben.
- Werden Erholungen notwendig, besteht die Gefahr, dass der Mitarbeiter bewusst Störungen herbeiführt, damit eine Erholung während der Instandsetzung erfolgen kann.
- Erkannte Verbesserungen wird der Mitarbeiter für sich behalten und allein zur Sicherung seines Akkordes nutzen.
- Ein gedeckelter Akkord führt bei Überschreitung zum so genannten „Vorderwasser“. Die Überleistung kann zum Ausgleich von Unterleistungen genutzt werden. In der Folge verstetigt sich das Entgelt an der Obergrenze des Akkordes. Der erwartete Leistungsanreiz wird zur Leistungsverhinderung.

## Arten
- Der reine Akkordlohn besitzt ausschließlich eine leistungsorientierte Komponente.
- Beim gemischten Akkordlohn gibt es eine Zeitlohn-Komponente und einen Akkordzuschlag.
- Der Einzelakkordlohn ist der Lohn auf Basis einer Einzelperson.
- Der Gruppenakkordlohn ist entsprechend für das Leistungsergebnis einer Gruppe.
- Proportionaler Akkordlohn bedeutet, dass ein konstanter Lohn pro Einheit gezahlt wird.

## Formeln zur Berechnung

### Stückzeitakkordlohn
Durch genaue Arbeitszeitstudien wird die Vorgabezeit ermittelt. Es ist die Zeit für die Erledigung einer Arbeitsaufgabe bei durchschnittlicher Leistung. Mit ihr lässt sich auf die Normalleistung zurückrechnen.
{\displaystyle Normalleistung/Stunde={\frac {\text{60}}{\text{Vorgabezeit}}}}.

#### Ermittlung des Akkordrichtsatzes
{\displaystyle Stundenverdienst/Normalleistung=Grundentgelt+Akkordzuschlag}.

#### Ermittlung des Minutenfaktors
{\displaystyle Minutenfaktor={\frac {\text{Akkordrichtsatz}}{\text{60}}}}.

#### Ermittlung der Vorgabezeit
{\displaystyle Vorgabezeit={\frac {\text{60}}{\text{Normalleistung}}}}.

#### Ermittlung des Bruttolohns
{\displaystyle Bruttolohn={\text{Minutenfaktor}}\cdot {\text{Vorgabezeit}}\cdot {\text{geleistete Stückzahl}}}.

#### Ermittlung des Leistungsgrads
{\displaystyle Leistungsgrad={\frac {\text{Istleistung}}{\text{Normalleistung}}}\cdot 100}.

### Stückgeldakkordlohn

#### Ermittlung des Stückgeldsatzes
{\displaystyle Stueckgeldsatz={\frac {\text{Akkordrichtsatz}}{\text{Normalleistung}}}}.

#### Ermittlung des Bruttolohns
{\displaystyle Bruttolohn={\text{Stückgeldsatz}}\cdot {\text{Istleistung}}}.

## Messbeispiele
Die Menge kann nach verschiedenen Kriterien bemessen werden:
- Anzahl der gefertigten Stücke
- Länge des bearbeiteten Werkstücks
- Fläche, die bearbeitet wurde
- Gewicht der erzeugten Stücke
- Gewicht, das bewegt wurde
- Volumen des bearbeiteten Produkts